# Боролич Юрій Юрійович
Ю́рій Ю́рійович Боро́лич  (28 лютого 1921, Великий Березний — 7 січня 1973) — український письменник та журналіст у Чехословаччині.

## Життєпис
Народився у Великому Березному на Закарпатті в родині залізничника. Вчився в Ужгородській гімназії. 1939 емігрував до СРСР.
У 1943 році вступив до Чехословацького військового корпусу, як боєць та військовий кореспондент брав участь у боях проти німецьких військ за українські Київ, Білу Церкву, Жашків, польський Краків, Дукельський перевал у Словаччині. Закінчив бойовий шлях у Празі, працював журналістом в українському виданні газети «Наше військо в СРСР», яка виходила українською, словацькою та чеською мовами. 
Після війни залишилися жити у Празі, закінчив факультет журналістики Вищої школи політичних і соціальних наук. Після невдалої спроби переїхати з родиною до Пряшева, де на зламі 1953−1954 рр. редагував журнал «Дукля», до останніх днів працював у Празі секретарем Товариства ветеранів війни Чехословаччини та редактором однієї з найповажніших центральних газет Чехословаччини «KULTURA».Помер за редакторським робочим столом 7 січня 1973 року.

## Творчість
Літературну діяльність почав як кореспондент військових газет. Перу прозаїка належать окремі книги оповідань і повістей: «Дарунок» (1953), «Сторінка життя» (1956), «Під одним небом» (1958, «Пісня і життя» (1960), «З рідних берегів» (1966), «Хорал Верховини» (1964), «З рідних берегів» (1966), «Президентська посмішка» (1967), «Жили собі...» (1969), «Під спільним небом» (1971). Окремими книгами вийшли його твори для дітей. Посмертно на шпальтах «Дуклі» надруковано його оповіді на біблейські теми «Старий завіт», повніше творча спадщина прозаїка представлена поетом Степаном Гостиняком на сторінках «Наукового збірника Музею української культури в Свиднику».